# Chirurgische Lehrstühle Berlin

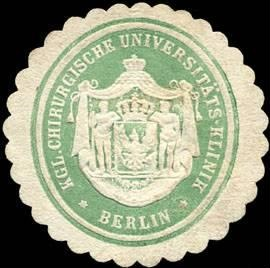
Siegel der Klinik Ziegelstraße

Von 1816 bis 1945 gab es zwei Chirurgische Lehrstühle in Berlin. Sie wirkten weit über Berlin hinaus und begründeten die Weltgeltung der deutschen Chirurgie.

## Königliche Chirurgische Universitätsklinik

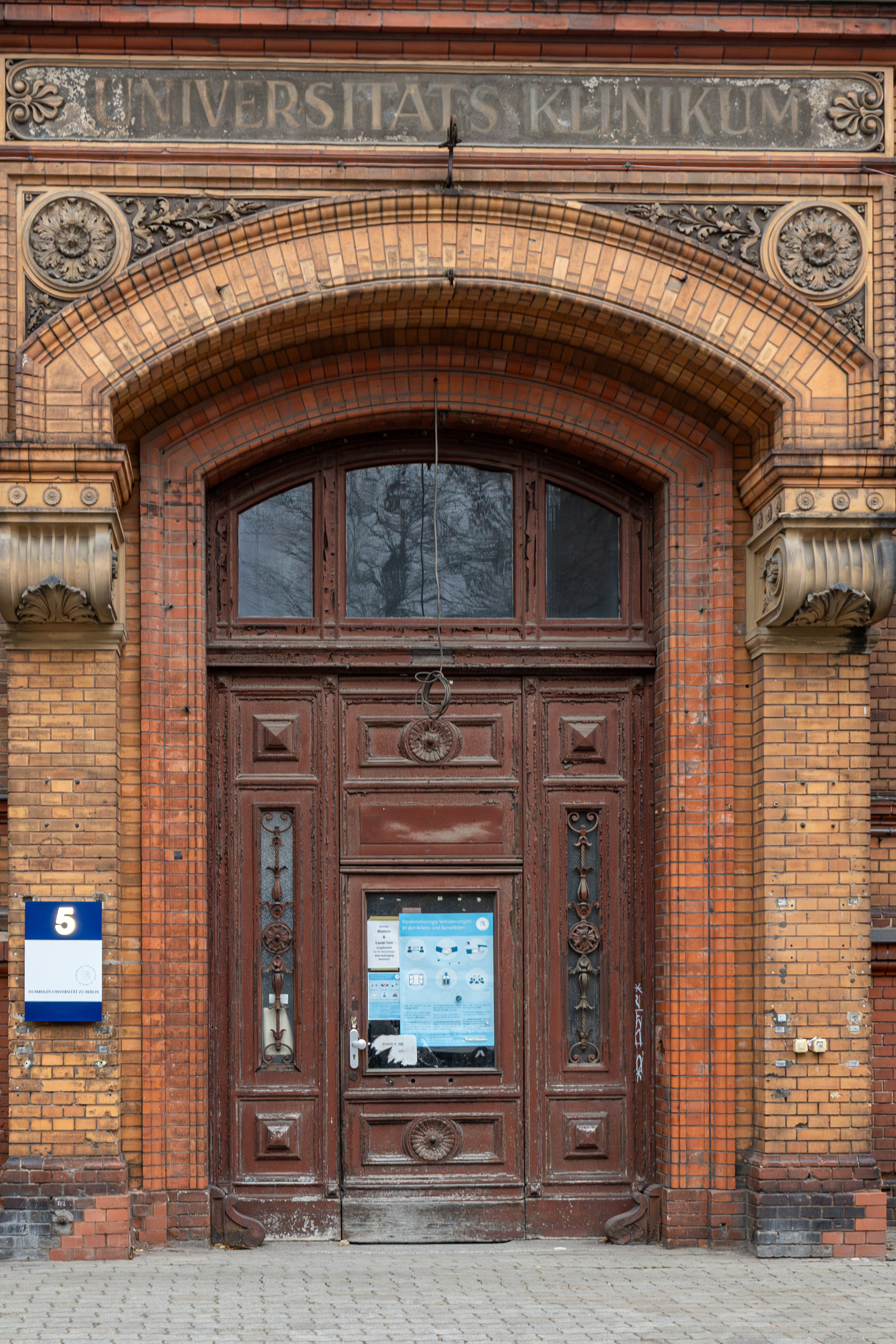
Portal, 2022

Die Klinik in der Ziegelstraße unterstand der Krone Preußen. 1818 wurde der Bau eines großen Universitätsklinikums in der Ziegelstraße und damit in enger Nachbarschaft zur Charité begonnen. Der Freistaat Preußen wollte sie 1934 auflösen. Adolf Hitler hingegen wollte sie für nationalsozialistische Zwecke erhalten und in Berlin-Westend neu bauen.
Ferdinand Sauerbruch kam nur deshalb von München nach Berlin, weil ihm beide Lehrstühle und ein Neubau zugesagt worden waren. Mit der Zeit des Nationalsozialismus endete der „Lehrstuhl Ziegelstraße“; formal blieben die Charité und die Universitätsklinik jedoch noch getrennte Institutionen. Erst 1951 wurden sie in der Deutschen Demokratischen Republik zur Medizinischen Fakultät (Charité) der Humboldt-Universität vereinigt.

## Charité
Sechs Jahre nach Gründung der Friedrich-Wilhelms-Universität setzte Wilhelm von Humboldt die Errichtung eines chirurgischen Lehrstuhls an der Charité (dem früheren „Pesthaus“) durch. Vom ersten Tage an war die Klinik streng naturwissenschaftlich ausgerichtet.
Als Vorzeigeeinrichtung der DDR mit damals 2000 Betten ließ Erich Honecker das Bettenhaus der Charité mit Versorgungstrakt bauen, das 1982 in Betrieb ging und ab Januar 2014 erneuert wurde.

## Nach 1990

Nach der Deutschen Wiedervereinigung fusionierten das West-Berliner Rudolf-Virchow-Klinikum und die Ost-Berliner Charité 1997 zur Medizinischen Fakultät Charité der Humboldt-Universität zu Berlin. Im Jahr darauf wurden auch die dazugehörigen Kliniken zusammengeführt. 2003 kam das ehemalige Universitätsklinikum Benjamin Franklin der  Freien Universität Berlin hinzu. Damit entstand die Charité – Universitätsmedizin Berlin, das größte Universitätsklinikum Europas. 2010 beging sie ihr 300-jähriges Jubiläum.
Mit der (westdeutschen) Hochschulreform und der Spezialisierung in derzeit acht Teilgebiete endeten die mächtigen Ordinariate und die Einheit der Chirurgie.